# Thomas White (prêtre et savant)
Pour les articles homonymes, voir Thomas White et White.
Œuvres principales
De mundo dialogi tres (1642)
Institutionum peripateticarum ad mentem (1646)
Grounds of obedience and government (1655)
Euclides physicus, sive De principiis naturæ (1657)
Euclides metaphysicus, sive, de principiis sapientiae (1658)
Thomas White (1593-1676) est un prêtre et un érudit catholique anglais connu pour sa participation aux débats philosophiques, scientifiques et politiques de son temps, certaines de ses positions lui valurent la censure de l'Inquisition.

## Biographie
Thomas White est le fils de Richard White de Hutton, Essex, et de Mary, fille d'Edmund Plowden. Il fait ses études au Collège des Jésuites anglais de St Omer, au Collège de Douai et à Valladolid. Il est ordonné prêtre le 27 mars 1617. Il étudie à la Sorbonne. Il retourne à Douai pour y enseigner la théologie jusqu'en 1630. Il est ensuite président du Collège anglais de Lisbonne jusqu'en 1633. Après avoir démissionné, il s'installe ensuite définitivement à Londres. Plusieurs de ses opinions ont été censurées par les décrets de l'Inquisition du 14 mai 1655 et du 7 septembre 1657.
Son rôle dans la vie catholique anglaise est associé à la « Blackloist Cabal », selon la formule caricaturale de son adversaire le jésuite Robert Pugh. L'expression vient du pseudonyme utilisé par White, Blackloe (ou Blacklow, Blacloe), sous lequel il a écrit une quarantaine d'ouvrages de théologies autour desquels est née la controverse. « Les Blackloistes » désigne un groupe rassemblant Kenelm Digby, Peter Fitton, Henry Holden et John Sergeant. L'Ancien Chapitre aurait été sous leur influence durant la période allant de 1655 à 1660.

## Travaux
Thomas White a pris part aux débats suscités par la réception de la physique nouvelle. Son dialogue De Mundo (De mundo dialogi tres, Paris, 1642) reprend la forme littéraire du Dialogue sur les deux grands systèmes du monde (1632) de Galilée en faisant discuter trois interlocuteurs : Andabata, l'aristotélicien, Ereunius, le porte parole de White, et Asphalius, l'honnête homme. White aborde les problèmes physiques et métaphysiques que soulève la cosmologie nouvelle auxquels il tente de donner une solution, à la fois, personnelle et compatible avec la foi chrétienne. Il rejette l'existence des sphères célestes solides mais maintient l'idée d'un univers fini dans l'espace et le temps, mû par un moteur immobile, Dieu (l'âme humaine ayant elle aussi une capacité d'automotricité). Le premier ouvrage de philosophie naturelle de Thomas Hobbes, resté inédit jusqu'en 1973, est une critique du De mundo dialogi tres de White.
L'Institutionum peripateticarum (1646, traduction anglaise Peripatetical Institutions, en 1656) se présente comme une exposition de la « philosophie péripatétique » de Kenelm Digby. C'est un ouvrage scientifique, montrant l'acceptation du mouvement de la Terre et des idées de Galilée, mais en désaccord avec lui sur la cause des marées,. Les travaux de White et ceux de Digby étaient parfaitement complémentaires puisque, par la suite, le premier a écrit une Praefatio metaphysica et un Appendix theologica à l'édition latine du traité du second, Demonstratio immortalitatis animae (1651).
En 1654, il produit une édition des Dialogues du controversé William Rushworth (Richworth).
Durant le protectorat d'Oliver Cromwell, White rédige The Grounds of obedience and government (Les raisons de l'obéissance et du gouvernement) dont la première édition a été brûlée à Londres en 1649 et que nous connaissons par la réédition de 1655. White y défend ce que l'on a identifié comme étant la ligne «Blackloist» pour les catholiques, c'est-à-dire une soumission au dirigeant de facto. L'objectif politique était d'obtenir un compromis et une tolérance religieuse pour le catholicisme qui était alors persécuté, cette position était particulièrement controversée puisque la réalisation de cet objectif pouvait se faire au détriment de l'accès des jésuites en Angleterre.
Il répond aussi à The Vanity of Dogmatizing (1661) de Joseph Glanvill, une attaque contre les aristotéliciens, avec Scire, sive sceptices (1663).